# Панфилов, Михаил Иванович
Михаил Иванович Панфилов — советский хозяйственный, государственный и политический деятель.

## Биография
Родился в 1910 году в селе Тючневка. Член КПСС.
С 1933 года — на хозяйственной, общественной и политической работе. В 1933—1984 гг. — инженер, начальник смены мартеновского цеха, инженер-исследователь на Чусовском металлургическом заводе, начальник мартеновского цеха, заместитель начальника ТО, заместитель начальника производственного отдела, старший инженер, главный сталеплавильщик на Ашинском металлургическом заводе, главный сталеплавильщик Средне-Уральского совнархоза, начальник отдела переработки металлургических шлаков Института металлургии УФ АН СССР, заведующий отделом металлургических шлаков, заместитель директора Уральского института металлов.
За разработку и внедрение новой технологии изготовления и восстановления подин, обеспечивающей повышение производительности мартеновских печей был в составе коллектива удостоен Государственной премии СССР в области науки и техники 1967 года.
Умер в Екатеринбурге 7 февраля 1992 года, похоронен на Лесном кладбище.